# 甑山郡
甑山郡（チュンサンぐん）は、朝鮮民主主義人民共和国平安南道に属する郡。

## 地理
西に黄海（西朝鮮湾）に面する平野部の郡である。

### 隣接行政区
- 北 － 平原郡
- 東 － 大同郡、江西区域
- 南 － 温泉郡

## 行政区域
1邑・17里を管轄する。
| - 甑山邑（チュンサヌプ） - 広済里（クァンジェリ） - 金宋里（クムソンニ） - 楽生里（ラクセンニ） - 龍徳里（リョンドンニ） - 林城里（リムソンニ） - 満豊里（マンプンニ） - 務本里（ムボンニ） - 文洞里（ムンドンニ） | - 鉢山里（パルサンニ） - 沙川里（サチョンニ） - 石多里（ソクタリ） - 新興里（シヌンニ） - 二鴨里（イアムニ） - 赤松里（チョクソンニ） - 清山里（チョンサンニ） - 豊井里（プンジョンニ） - 咸従里（ハムジョンニ） |

## 歴史

### 前近代・近代
高麗時代、江西県に甑山郷が置かれたのが、甑山の地名の起こりである。
朝鮮王朝時代には平安道に甑山県（長官：県令）が置かれた。
1895年に平壌府所属の甑山郡となり（二十三府制）、1896年に平安南道所属となった（十三道制）。
日本統治時代の1914年に行われた行政区画統廃合によって甑山郡は廃止された。大部分は咸従郡などとともに江西郡に編入され、一部は平原郡に編入された。

### 第二次世界大戦後
第二次世界大戦後、甑山郡は北朝鮮政府によって再設置される。
1952年12月、江西郡の咸従面・新井面・甑山面・赤松面・星台面・班石面・双龍面が分割され、甑山郡が新設された（1邑23里）。
1958年には安石里を温泉郡に移管、1959年に6里を大同郡に編入した。
2003年時点で、1邑17里から構成される。

### 年表
この節の出典
- 1952年12月 - 郡面里統廃合により、平安南道江西郡咸従面・新井面・甑山面・赤松面・星台面・班石面・双龍面をもって、甑山郡を設置。甑山郡に以下の邑・里が成立。(1邑23里)
  - 甑山邑・清山里・沙川里・文洞里・林城里・班石里・広済里・楽生里・務本里・新興里・二鴨里・豊井里・赤松里・龍徳里・石多里・可庄里・星台里・金宋里・馬山里・硯谷里・鉢山里・咸従里・長安里・安石里
- 1953年 - 星台里が分割され、星三里・星七里が発足。(1邑24里)
- 1958年 (1邑23里)
  - 安石里が温泉郡に編入。
  - 長安里の一部が温泉郡麻永里に編入。
- 1959年9月 (1邑17里)
  - 馬山里・星三里・星七里・可庄里・班石里・硯谷里が大同郡に編入。
  - 新興里の一部が豊井里に編入。
- 1962年 - 二鴨里の一部が豊井里に編入。(1邑17里)
- 1981年 - 長安里が満豊里に改称。(1邑17里)

## 交通

### 鉄道
- 南洞線
  - 豊井駅 - 二鴨駅 - 楽生駅 - 石多駅